# Рибаки (Нагорський район)
Рибаки́ (рос. Рыбаки) — присілок у складі Нагорського району Кіровської області, Росія. Входить до складу Чеглаківського сільського поселення.
Населення становить 1 особа (2010, 10 у 2002).
Національний склад станом на 2002 рік — росіяни 100 %.